# Propstei (Luxemburg)
Eine luxemburgische Propstei (auch Probstei; (frz.: prévôté)) war ein Verwaltungs- und Gerichtsbezirk. Propsteien wurden in der Grafschaft Luxemburg schon im 13. Jahrhundert zur Verwaltung der Teilherrschaftsbereiche eingerichtet. Sie bestanden im späteren Herzogtum Luxemburg bis zum Ende des 18. Jahrhunderts.

## Propsteien
Ende des 18. Jahrhunderts bestanden im Herzogtum Luxemburg fünfzehn Propsteien:
| - Propstei Arlon - Propstei Bastogne - Propstei Bitburg - Propstei Chiny - Propstei Diekirch - Propstei Durbuy - Propstei Echternach - Propstei Etalle | - Propstei Grevenmacher - Propstei Luxemburg - Propstei Marche - Propstei St. Mard - Propstei Orchimont - Propstei La Roche - Propstei Virton |

## Geschichte
Zur Verwaltung der Grafschaft Luxemburg richtete Gräfin Ermesinde (1196–1247) in der Zeit ihrer Alleinherrschaft zwischen 1226 und 1247 Propsteien (prévôté) ein, die von ernannten Pröpsten (prévots) verwaltet wurden. Die Pröpste, vergleichbar mit einem Amtmann, waren adelig, ihr Amt war nicht erblich und sie konnten bei schlechter Amtsführung abgesetzt werden. Die Pröpste waren die Repräsentanten der landesherrlichen Autorität. Neben der Verwaltung des Gebietes der Propstei war den Pröpsten die Gerichtsbarkeit übertragen. Sie standen in ihrer Hauptfunktion an der Spitze der aus Unterpröpsten, Landmeiern, Untermeiern und anderen Funktionsträgern zusammengesetzten Hochgerichte. Die Niedere Gerichtsbarkeit in den zur Propstei gehörenden Gemeinden waren mit einem vorsitzenden Richter oder Meier sowie mit Scheffen besetzt.
Die Propsteien waren in Meiereien und Richtereien geteilt und diese wiederum untergliedert in Ortschaften und Höfe. Die Propsteien aber umfassten nur jene Dörfer und Güter, die im Eigenbesitz der Herzöge von Luxemburg waren. Nicht zu den Propsteien gehörte eine Vielzahl von adeligen Grundherrschaften, soweit die Grundherren das Recht der Hochgerichtsbarkeit besaßen. Insgesamt gehörten neben den Propsteien und den von den Propsteien unabhängigen Städten über 200 Herrschaften zum Herzogtum Luxemburg.
Nachdem das Herzogtum Luxemburg 1795 unter die Herrschaft der Französischen Revolutionstruppen gekommen war, wurden die vorherigen Verwaltungsstrukturen, damit auch die Propsteien, aufgelöst und das Wälderdepartement neu gebildet.